# Mastopatia
Mastopatia, inaczej dysplazja sutka – hormonozależne zmiany rozrostowe i zanikowe miąższu gruczołu sutkowego leżące u podstaw różnorodnych schorzeń.

## Patogeneza
Zmiany rozrostowe i zanikowe z tej grupy to:
- torbiele,
- fibrosclerosis,
- epitheloplasia,
- adenoza (adenosis),
- brodawczakowatość (papillomatosis),
- obrzęk i przebudowa miąższu gruczołów.

Mastopatia rozwija się wskutek zaburzeń hormonalnych, przede wszystkim zaburzeń równowagi wydzielania estrogenów i gestagenów. Niekiedy obserwuje się także hiperprolaktynemię i zaburzenia funkcji tarczycy.

## Obraz chorobowy
Mastopatia jest powszechna u kobiet, zwłaszcza w wieku 35–50 lat. Charakterystyczny dla schorzeń z tej grupy jest guzowaty obrzęk i bolesność obu sutków na jeden tydzień przed rozpoczęciem miesiączki (okres dominacji estrogenów).
W obrębie mastopatii rozróżnia się:
- zwyrodnienie włóknisto-torbielowate sutka,
- zwłóknienie sutka,
- mastodynię.

## Rozpoznanie, diagnostyka
Podstawą rozpoznania jest wywiad. Mammografia na wczesnym etapie diagnostyki pozwala wykluczyć obecność zwapnień lub raka. Badanie ultrasonograficzne pozwala z odnalezionych torbieli pobrać metodą punkcyjną materiał do dalszych badań, a z ognisk zwłóknienia można pobrać wycinki do uzupełniających badań histopatologicznych. W razie stwierdzenia atypowej hiperplazji nabłonka (stopień III wg Prestela) ryzyko raka ocenia się na 2–4%.

## Leczenie
Leczenie jest zasadniczo objawowe i nie należy oczekiwać całkowitego ustąpienia dokuczliwych objawów.
Korzystne efekty przynosi stosowanie gestagenów w drugiej połowie cyklu. W celu redukcji obrzęku tkanki łącznej można zastosować bromokryptynę. Guzowatą przebudowę gruczołów można złagodzić stosowaniem danazolu. Przy istotnym ryzyku rozwoju raka można rozważyć mastektomię.

## Klasyfikacja ICD10
| kod ICD10     | nazwa choroby                            |
| ------------- | ---------------------------------------- |
| ICD-10: N60   | Łagodna dysplazja sutka                  |
| ICD-10: N60.0 | Samotna torbiel piersi                   |
| ICD-10: N60.1 | Rozlane zwyrodnienie torbielowate piersi |
| ICD-10: N60.2 | Gruczolakowłókniakowatość piersi         |
| ICD-10: N60.3 | Stwardnienie tkanki włóknistej piersi    |
| ICD-10: N60.4 | Poszerzone przewody mlekowe sutka        |
| ICD-10: N60.8 | Inna postacie łagodnej dysplazji piersi  |
| ICD-10: N60.9 | Łagodna dysplazja piersi, nieokreślona   |